# Hiromichi Katano
Hiromichi Katano (født 6. april 1982) er en tidligere japansk fodboldspiller.
Han har spillet for flere forskellige klubber i sin karriere, herunder Giravanz Kitakyushu.